# Fulvetta danisi
La fulveta indochina (Fulvetta danisi) es una especie de ave paseriforme de la familia Sylviidae endémica del este de Indochina.

## Descripción
La fulveta indochina mide alrededor de 13 cm de largo. El plumaje de sus partes superiores y flancos es principalmente castaño, con el píleo pardo oscuro y enmarcado por líneas laterales negruzcas, mientras que sus partes inferiores son de color crema. Presenta largas y anchas listas superciliares blanquecinas, y el resto de su rostro y garganta están densamente salpicados con pequeñas vetas pardas. Sus ojos son negros y su pico parduzco es puntiagudo y relativamente corto.

## Distribución y hábitat
Se encuentra en las selvas de las zonas montañosas de Laos y Vietnam.

## Taxonomía
Anteriormente se consideraba una subespecie de la fulveta de Verreaux (F. ruficapilla). Como otras fulvetas típicas ambas se clasificaban en la familia Timaliidae dentro del género Alcippe.